# كلود كورمييه
كلود كورمييه هو مهندس معماري كندي، ولد في 22 يونيو 1960 في برينسفيل في كندا.